# مسلم محمدی‌زاده
مسلم محمدی‌زاده (زادهٔ ۱۳۶۳) بازیکن سابق تیم ملی و مربی فعلی والیبال اهل شوشتر، ایران است. وی در جام جهانی نوجوانان در سال ۲۰۰۳ در تایلند به عنوان بهترین لیبروی جهان انتخاب شد. محمدی‌زاده هم‌اکنون مربی تیم والیبال سیکای شوشتر است. وی با هزینهٔ شخصی و جلب کمک خیرین یک خانهٔ والیبال در شهر شوشتر راه‌اندازی کرده‌است.